# Пінон яванський
Пі́нон яванський (Ducula lacernulata) — вид голубоподібних птахів родини голубових (Columbidae). Ендемік Індонезії.

## Опис
Довжина птаха становить 40 см. Голова. шия, горло, груди і верхня частина спини білуваті, у представників підвиду D. r. rubricera з легким рожевуватим відтінком. Восковиця помітно збільшена, червонувата, іноді жовтувата. Покривні пера крил мають зелений, бронзовий або золотистий відблиск, мера на хвості мають блакитнуватий відблиск. Махові пера чяорнувато-сині. Нижні покривні пера крил тьмяно-сірі. Лапи пурпурово,червоні.

## Підвиди
Виділяють три підвиди:
- D. l. lacernulata (Temminck, 1822) — західна і центральна Ява;
- D. l. williami (Hartert, E, 1896) — східна Ява;
- D. l. sasakensis (Hartert, E, 1896) — острови Балі, Сумбава і Флорес.

## Поширення і екологія
Яванські пінони мешкають на Малих Зондських островах. Вони живуть у вологих гірських і рівнинних тропічних лісах. Зустрічаються на висоті від 400 до 2500 м над рівнем моря. Живляться плодами.